# Xorides longicaudus
Xorides longicaudus là một loài tò vò trong họ Ichneumonidae.